# Lijst van rijksmonumenten in Wijdemeren
De Nederlandse gemeente Wijdemeren telt 272 inschrijvingen in het rijksmonumentenregister, hieronder een overzicht. Zie ook de gemeentelijke monumenten in Wijdemeren.

## 's-Graveland
De plaats 's-Graveland telt 122 inschrijvingen in het rijksmonumentenregister. Zie Lijst van rijksmonumenten in 's-Graveland voor een overzicht.

## Ankeveen
De plaats Ankeveen telt 17 inschrijvingen in het rijksmonumentenregister. Zie Lijst van rijksmonumenten in Ankeveen voor een overzicht.

## Kortenhoef
De plaats Kortenhoef telt 15 inschrijvingen in het rijksmonumentenregister. Zie Lijst van rijksmonumenten in Kortenhoef voor een overzicht.

## Nederhorst den Berg
De plaats Nederhorst den Berg telt 37 inschrijvingen in het rijksmonumentenregister. Zie Lijst van rijksmonumenten in Nederhorst den Berg voor een overzicht.

## Nieuw-Loosdrecht
De plaats Nieuw-Loosdrecht telt 44 inschrijvingen in het rijksmonumentenregister. Zie Lijst van rijksmonumenten in Nieuw-Loosdrecht voor een overzicht.

## Oud-Loosdrecht
De plaats Oud-Loosdrecht telt 37 inschrijvingen in het rijksmonumentenregister. Zie Lijst van rijksmonumenten in Oud-Loosdrecht voor een overzicht.
Aalsmeer ·
Alkmaar ·
Amstelveen ·
Amsterdam ·
Bergen ·
Beverwijk ·
Blaricum ·
Bloemendaal ·
Castricum ·
Den Helder ·
Diemen ·
Dijk en Waard ·
Drechterland ·
Edam-Volendam ·
Enkhuizen ·
Gooise Meren ·
Haarlem ·
Haarlemmermeer ·
Heemskerk ·
Heemstede ·
Heiloo ·
Hilversum ·
Hollands Kroon ·
Hoorn ·
Huizen ·
Koggenland ·
Landsmeer ·
Laren ·
Medemblik ·
Oostzaan ·
Opmeer ·
Ouder-Amstel ·
Purmerend ·
Schagen ·
Stede Broec ·
Texel ·
Uitgeest ·
Uithoorn ·
Velsen ·
Waterland ·
Wijdemeren ·
Wormerland ·
Zaanstad ·
Zandvoort